# Perisesarma bidens
El cangrejo de pinzas rojas (Perisesarma bidens) es una especie de crustáceo decápodo de la familia de los sesármidos que habita en los estuarios  de Japón, Tailandia, Singapur, Hong Kong y Corea del Sur. Es un cangrejo muy popular por ser utilizado por los aficionados a los acuarios ornamentales.

## Características
Llega a la etapa adulta en ocho meses y tiene una vida media entre dos y cuatro años. El diámetro de su cuerpo está entre 2 y 4 cm y su coloración va desde el rojo oscuro hasta el marrón rojizo también oscuro, exceptuando sus pinzas, que tienen un color rojo brillante que le da su nombre común. Estos cangrejos presentan dimorfismo sexual, ya que las hembras presentan unas pinzas mucho más pequeñas y alargadas que las de los machos.

## Ecología
Hace una vida anfibia pasando la mayoría de la vida completamente sumergido en aguas salobres. Es un cangrejo omnívoro y carroñero, que come prácticamente cualquier cosa que cae en sus pinzas, si bien una dieta que mezcla plantas y animales da un mayor crecimiento y mejor salud del crustáceo.
Su reproducción en cautiverio es muy complicada debido a que la hembra transporta los huevos a su abdomen durante tres semanas buscando aguas saladas donde los huevos se excluyen con unas condiciones muy específicas, por lo que casi el 100% de los ejemplares utilizados por acuarófilos son ejemplares capturados en su hábitat natural, puesto que su cría es muy cara y poco viable económicamente.